# Elena Richter
Elena Richter (* 3. Juli 1989 in Berlin) ist eine ehemalige deutsche Bogenschützin.

## Leben
Elena Richter ist Sportsoldatin und lebt in Berlin. Richter studiert Psychologie an der Fern-Uni Hagen. Die B-Nationalkader-Athletin startet für den Bogensportclub Bergmann Borsig Berlin und wird von Oliver Haidn trainiert. Sie war zunächst als Juniorin sehr erfolgreich. Bei den Europameisterschaften 2003 gewann sie die Goldmedaille in der Mannschaft, 2004 bei den Weltmeisterschaften Silber, 2005 bei den Europameisterschaften und 2006 bei der WM Bronze. Bei den Europameisterschaften 2007 gewann sie den Titel im Einzel und damit ihre erste und einzige Einzelmedaille.
Seit 2006 nimmt Richter auch an Wettbewerben der Frauen im Leistungsbereich teil. Bei den Europameisterschaften in Jaén gewann sie mit Christina Schäfer und Karina Winter die Bronzemedaille hinter der Türkei und der Ukraine. Im Einzel wurde sie Neunte. Die nächsten internationalen Einsätze folgten zwei Jahre später bei den Halleneuropameisterschaften in Turin, wo sie in der Mannschaft als Viertplatzierte eine Medaille knapp verpasste. Im Einzel kam sie auf den 19. Platz. 2009 nahm Richter zunächst an der Hallenweltmeisterschaft in Rzeszów teil, wurde 25. des Einzels und gewann mit Susanne Possner und Karina Winter Silber hinter der Mannschaft Italiens. Im weiteren Jahresverlauf startete sie auch bei den Freiluftweltmeisterschaften in Ulsan, wo sie 48. des Einzels und Elfte mit der Mannschaft wurde. Bei den Europameisterschaften 2010 in Rovereto kam Richter sowohl im Einzel wie in der Mannschaft auf den neunten Platz und gewann mit Sebastian Rohrberg im Mixed hinter den Italienern Marco Galiazzo und Natalia Valeeva die Silbermedaille. 2011 startete die zunächst bei den Weltmeisterschaften in Turin, wo Richter 33. des Einzels und Mannschaftsneunte wurde. Den größten Erfolg schaffte Richter bei den Europameisterschaften 2011 in Montevarchi, wo sie im Einzel den Titel vor Christine Bjerendal und Anna Botto gewann. In der Mannschaftswertung wurde sie Sechste. Auch bei den Europameisterschaften 2012 in Amsterdam gewann sie mit Lisa Unruh und Karina Winter mit Bronze im Mannschaftswettkampf hinter Frankreich und Spanien eine Medaille. Im Einzel sowie im Mixed mit Florian Floto belegte sie Rang neun. Bei den Olympischen Sommerspielen in London wurde sie 30. der 64 Starterinnen im Vorkampf und erzielte dabei 645 Ringe. In der ersten Runde schlug sie Maja Jager mit 6:5, unterlag in Runde zwei dann aber Tan Ya-ting mit 2:6.